# Гросшенау (Саксонія)
Гросшенау (нім. Großschönau) або Великий Шунів (в.-луж. Wulki Šunow) — громада в Німеччині, розташована в землі Саксонія. Входить до складу району Герліц. Складова частина об'єднання громад Гросшенау-Гайневальде.
Площа — 23,87 км2. Населення становить 5335 ос. (станом на 31 грудня 2020).

## Галерея

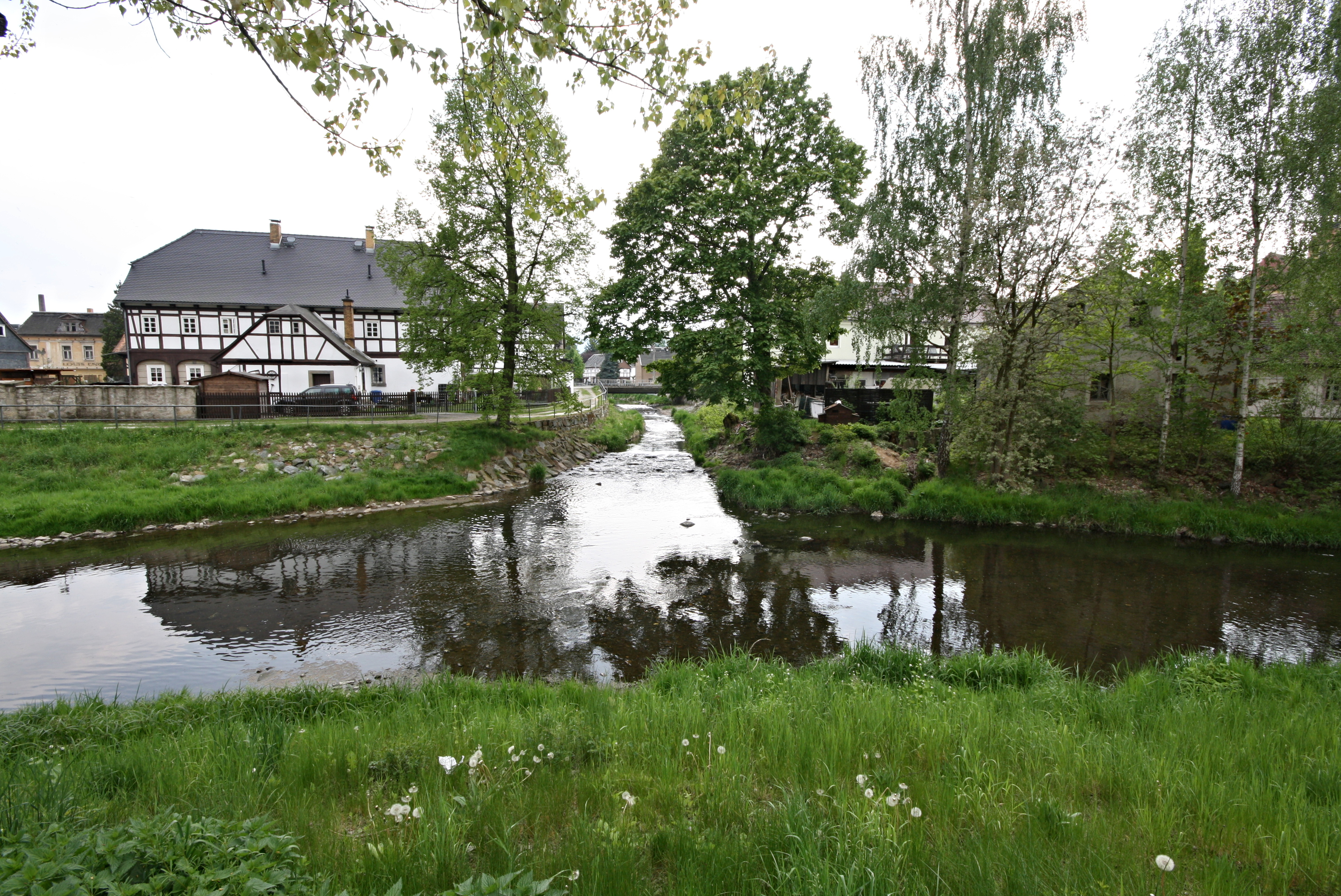
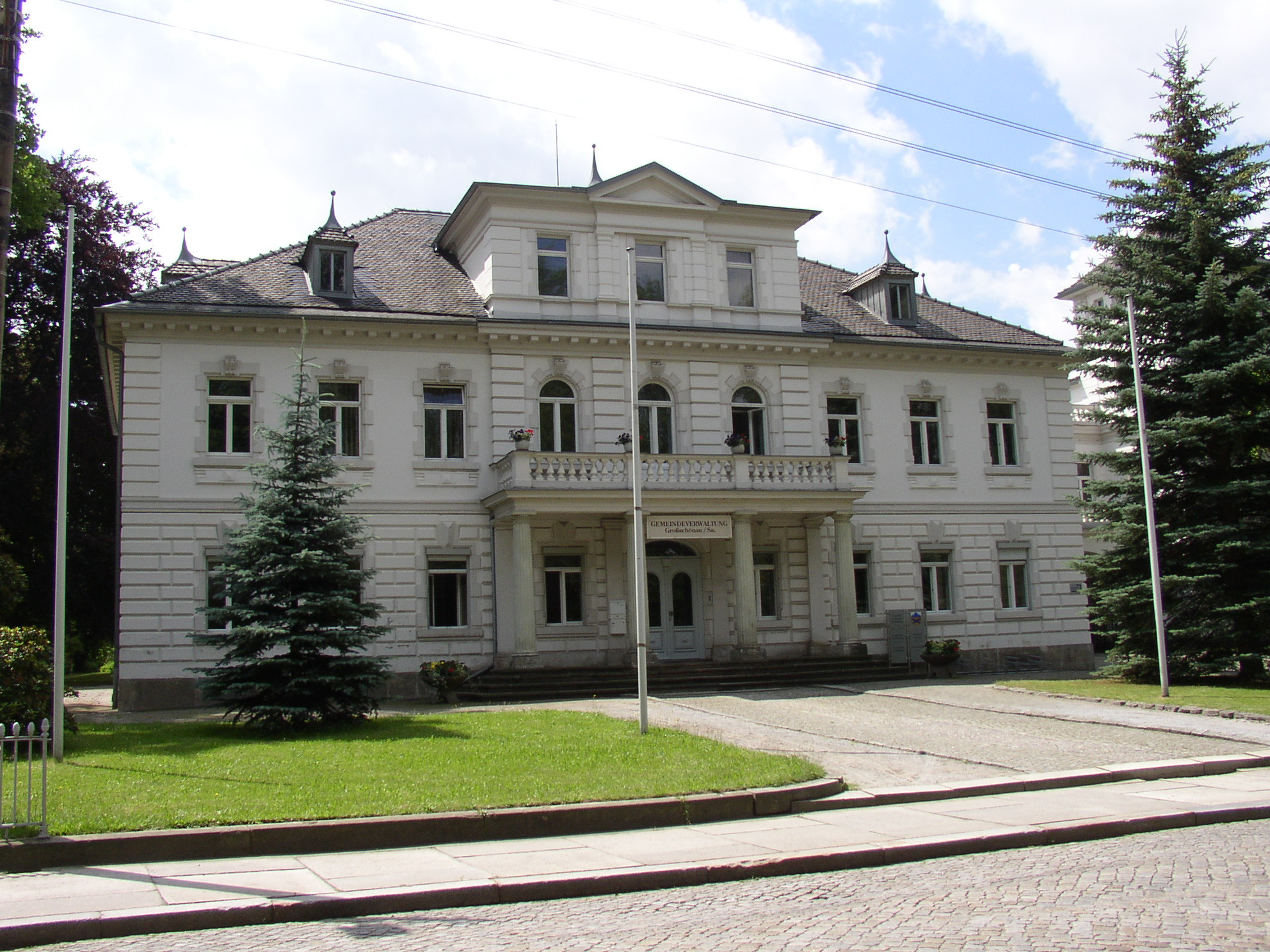
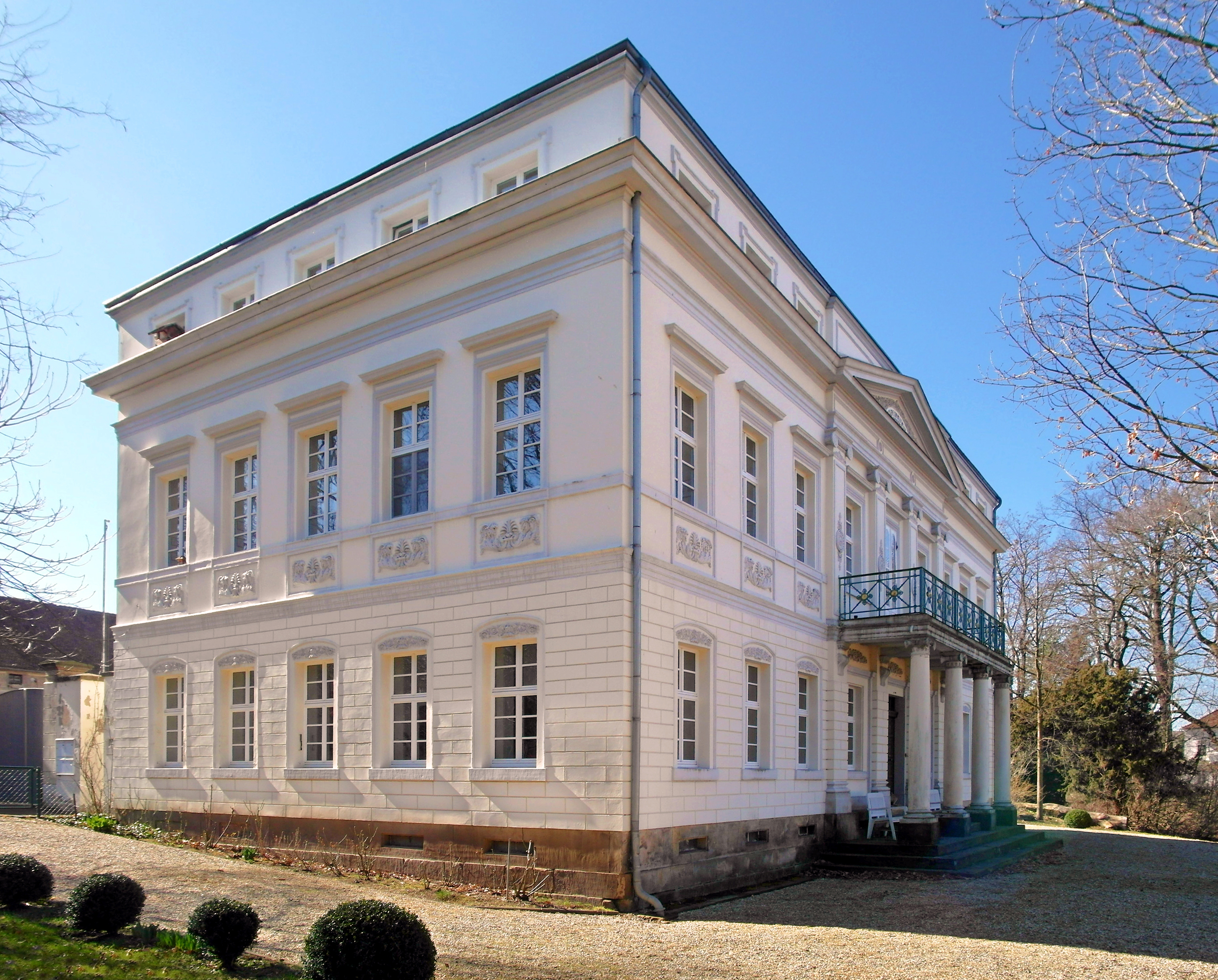
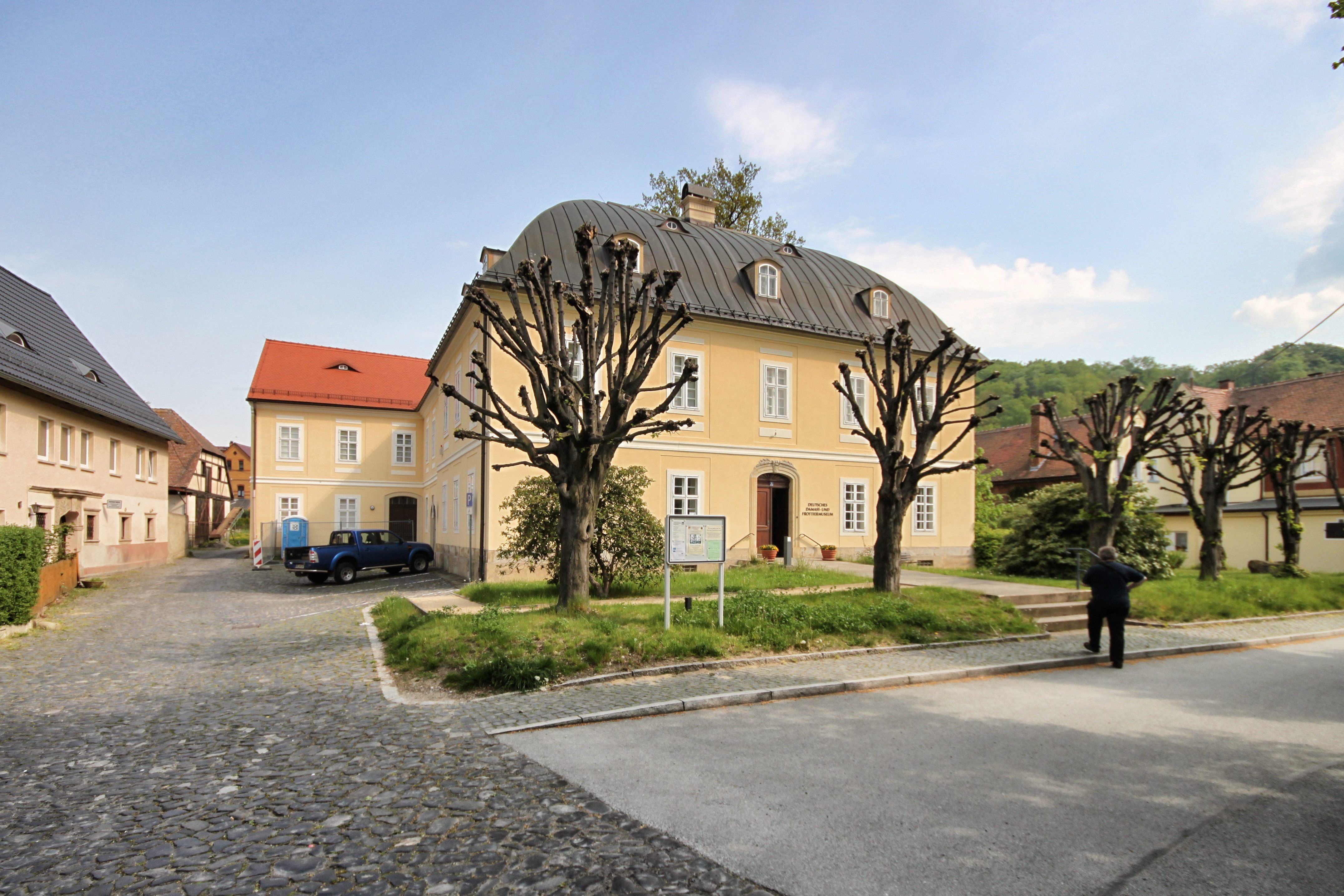
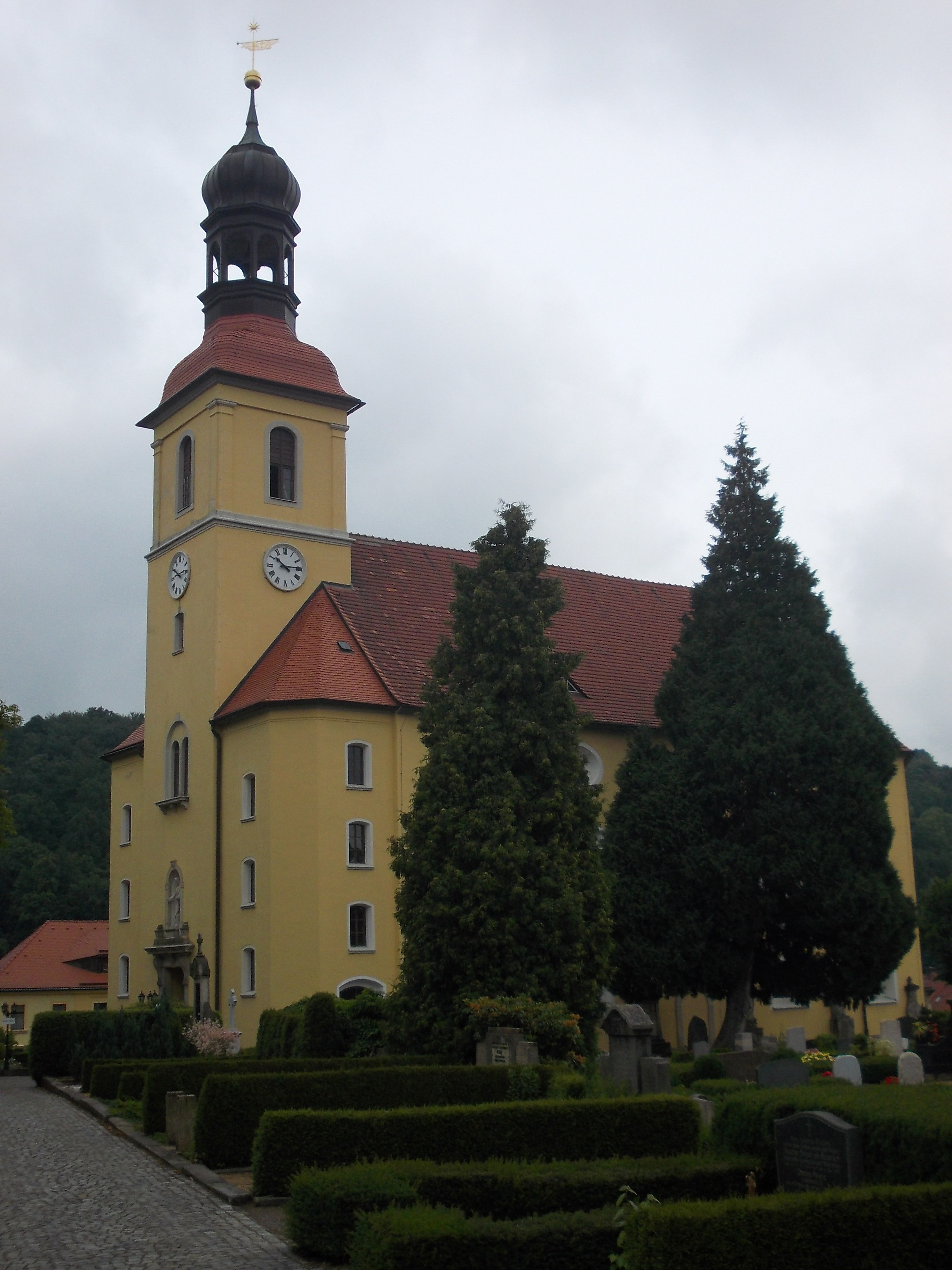
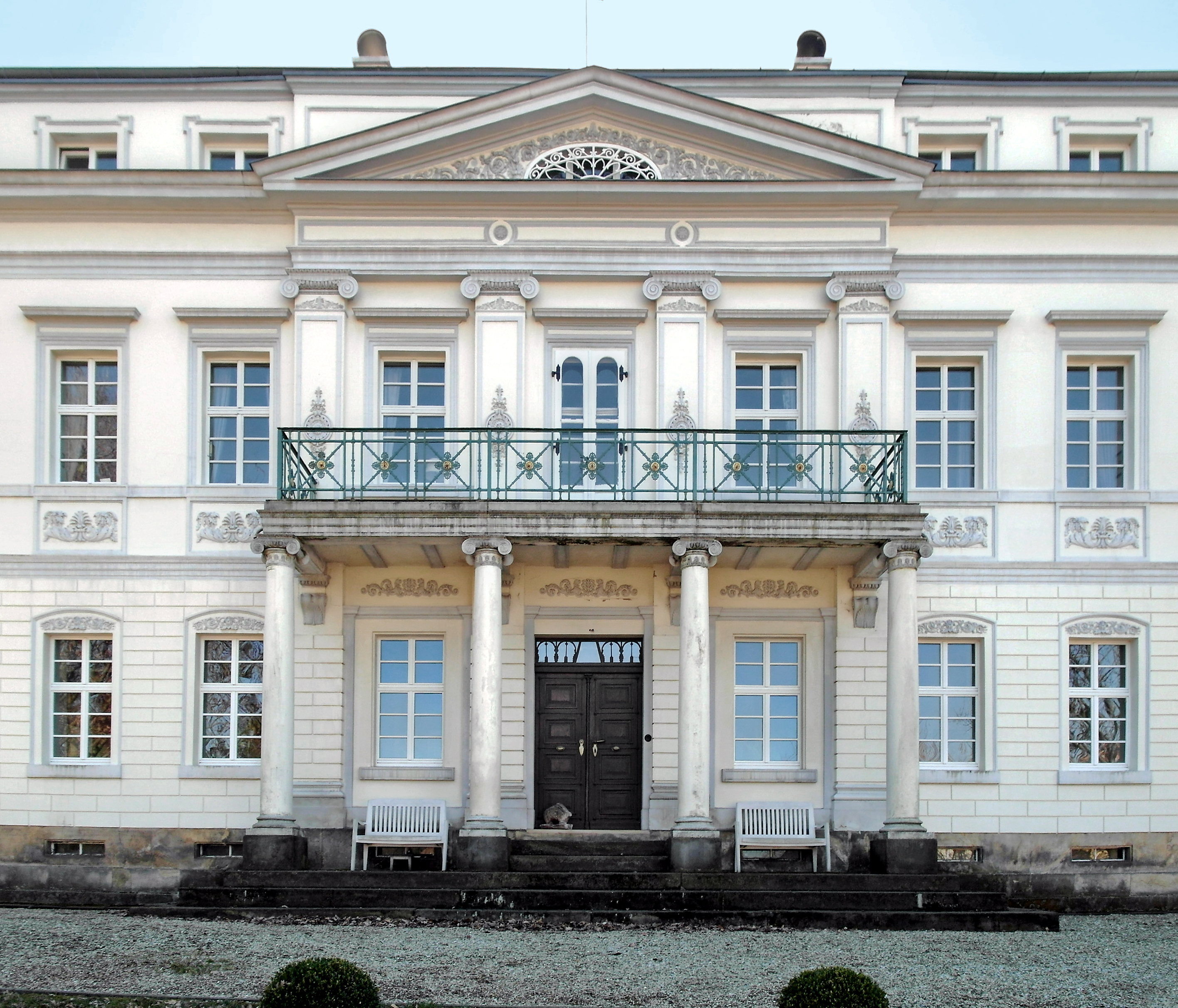